# Posoki
Posoki (títol original en búlgar, Посоки) és una pel·lícula dramàtica búlgara del 2017 dirigida per Stefan Komandarev. Es va projectar a la secció Un certain regard al Festival de Canes de 2017. S'ha doblat i subtitulat al català.
La pel·lícula és la primera part d'una trilogia sobre les condicions socials a Bulgària, seguida de V krag el 2019 i Les lliçons de Blaga el 2023.